# Piersna
Piersna es una localidad del distrito de Głogów, en el voivodato de Baja Silesia (Polonia). Se encuentra en el suroeste del país, dentro del término municipal de Pęcław, a unos 4 km al sudeste de la localidad homónima y sede del gobierno municipal, a unos 15 al este de Głogów, la capital del distrito, y a unos 77 al noroeste de Breslavia, la capital del voivodato. Piersna perteneció a Alemania hasta 1945.
- Datos: Q7192631

1. ↑  Worldpostalcodes.org,código postal n.º 67-221.